# Tamara Lees
Tamara Lees, née Diana Helena Mapplebeck le 14 décembre 1924 à Vienne (Autriche) et morte le 22 décembre 1999 dans le Worcestershire (Angleterre), est une actrice anglaise d'origine autrichienne qui est apparue dans 48 films, essentiellement italiens, entre 1947 et 1961.

## Filmographie

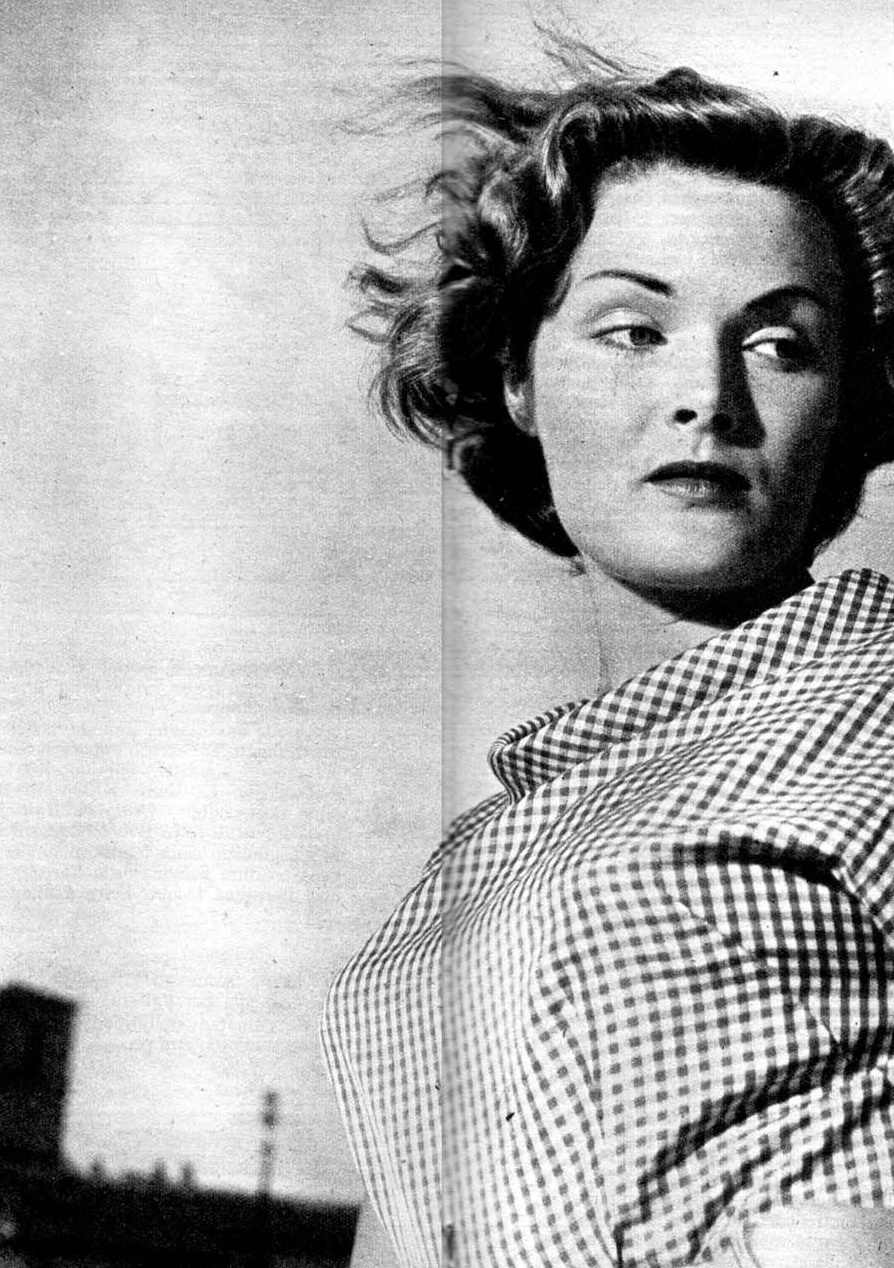
Tamara Lees dans Traqué dans la ville (1951).

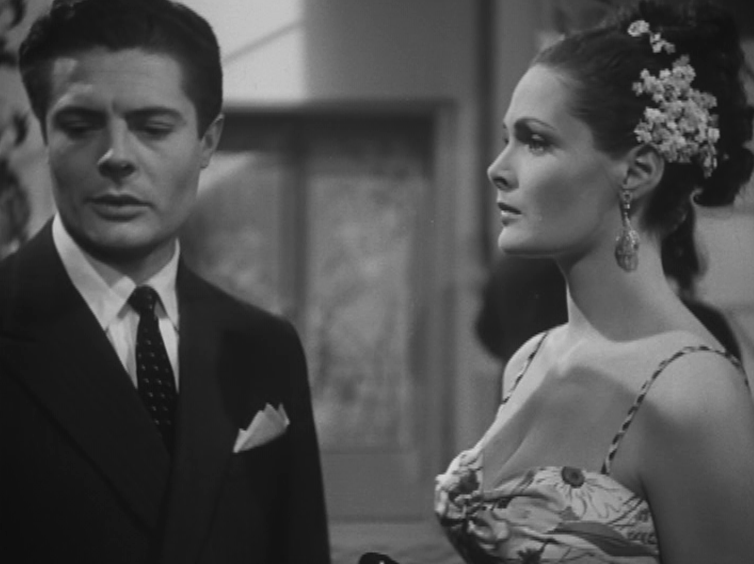
Avec Marcello Mastroianni dans Dans les coulisses (1950).

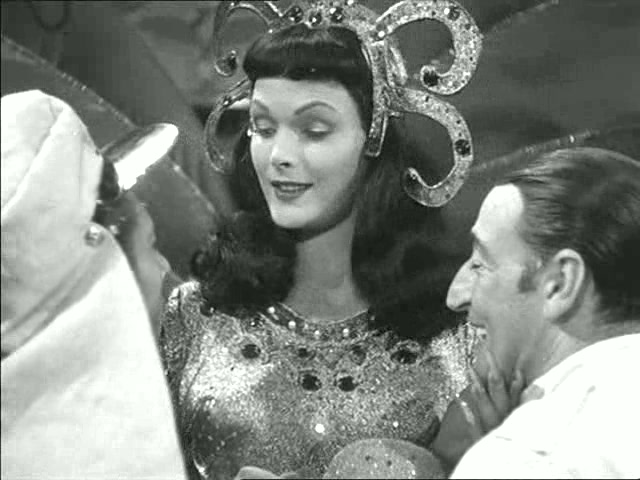
Avec Totò dans Deux Légionnaires au harem (1950).

- 1946 : Erreurs amoureuses (While the sun shines) d'Anthony Asquith
- 1948 : Bond Street de Gordon Parry
- 1948 : A piece of cake de John Irvin
- 1949 : Marry Me! de Terence Fisher
- 1948 : Ma gaie lady (Trottie true) de Brian Desmond Hurst
- 1949 : Stop press girl de Michael Barry
- 1949 : Le Faucon rouge (Il falco rosso) de Carlo Ludovico Bragaglia
- 1949 : Romanticismo de Clemente Fracassi
- 1950 : Dans les coulisses (Vita da cani) de Mario Monicelli et Steno
- 1950 : Héros et brigands (Quel bandito sono io) de Mario Soldati
- 1950 : Deux Légionnaires au harem (Totò sceicco) de Mario Mattoli
- 1950 : Beautés à Capri (Bellezze a Capri) d'Adelchi Bianchi
- 1951 : Filumena Marturano, d'Eduardo De Filippo
- 1951 : Chanson du printemps (Canzone di primavera) de Mario Costa
- 1951 : Tizio, caio, sempronio de Marcello Marchesi, Vittorio Metz et Alberto Pozzetti
- 1951 : Le Loup de la frontière (Il lupo della frontiera) de Edoardo Anton
- 1951 : Virginité (Verginità) de Leonardo De Mitri
- 1951 : Traqué dans la ville (La città si defende) de Pietro Germi
- 1952 : L'accordeur est arrivé (È arrivato l'accordatore) de Duilio Coletti
- 1952 : Il moschettiere fantasma de Max Calandri et William French
- 1952 : Cour martiale (Il segreto delle tre punte) de Carlo Ludovico Bragaglia
- 1952 : Le Talon d'Achille (Il tallone di Achille) de Mario Amendola et Ruggero Maccari
- 1952 : Le Prince esclave (Le meravigliose avventure di Guerrin Meschino) de Pietro Francisci
- 1952 : La Traite des Blanches (Clara la tratta delle bianche) de Luigi Comencini
- 1952 : Pardonne-moi (Perdonami) de Mario Costa
- 1952 : Nous... les coupables (Noi peccatori) de Guido Brignone
- 1953 : Anna perdonami de Tanio Boccia
- 1953 : Balocchi e profumi de Natale Montillo et F.M. de Bernardi
- 1953 : Phryné, courtisane d'Orient (Frine, cortigiana d'Oriente ) de Mario Bonnard
- 1953 : Marquée par le destin (Ti ho sempre amato !) de Mario Costa
- 1954 : La Castiglione (La contessa di Castiglione) de Georges Combret
- 1954 : Terre étrangère (Terra straniera) de Sergio Corbucci
- 1954 : Sémiramis, esclave et reine (La cortigiana de babilonia) de Carlo Ludovico Bragaglia
- 1954 : D'Artagnan, chevalier de la reine (I cavalieri della regina) de Mauro Bolognini
- 1954 : Canzoni di tutta Italia de Domenico Paolella
- 1954 : Addio Napoli ! de Roberto Bianchi Montero
- 1955 : La Belle des belles (La donna più bella del mondo) de Robert Z. Leonard
- 1955 : Reviens ma petite (Torna piccina mia !) de Carlo Campogalliani
- 1955 : Repentir (Incatenata dal destino) d'Enzo Di Gianni
- 1955 : La Revanche du prince noir (Lo spadaccino misterioso) de Sergio Grieco
- 1956 : Serenata al vento de Luigi Latini di Marchi
- 1956 : Il tiranno del Garda d'Ignazio Ferronetti
- 1957 : Ho amato una diva de Luigi Latini di Marchi
- 1957 : Orizzonte infuocato de Roberto Bianchi Montero
- 1957 : Le imprese di una spada leggendaria de Nathan Juran et Frank McDonald
- 1958 : Trois Étrangères à Rome (Tre straniere a Roma) de Claudio Gora
- 1959 : Agosto, donne mie non vi conosco de Guido Malatesta
- 1959 : Mantelli e spade insanguinate de Nathan Juran et Frank McDonald
- 1961 : L'Épée du châtiment (Una spada nell'ombra) de Luigi Capuano